# هندبوک مهندسین شیمی پری
هند بوک مهندسی شیمی پری (به انگلیسی: Perry's Chemical Engineers' Handbook) که با نام‌های (هند بوک پری و پری) نیز شناخته می‌شود، یکی از منابع معتبر در زمینه مهندسی شیمی است.
نخستین نسخه این کتاب در سال ۱۹۳۴ و هشتمین ویرایش آن در سال ۲۰۰۷ به چاپ رسید. این کتاب به‌طور مشترک توسط رابرت پری (به انگلیسی: Robert H.Perry) و دان گرین (به انگلیسی: Don Green) نوشته و توسط انتشارات مک‌گرو هیل آمریکا به چاپ می‌رسد.